# Yun Pong-chol
Yun Pong-chol (* 24. Januar 1971) ist ein ehemaliger nordkoreanischer Eishockeyspieler und späterer Trainer.

## Karriere
Yun Pong-chol spielte erstmals bei der C-Weltmeisterschaft 1993 in der nordkoreanischen Nationalmannschaft. Nachdem die Ostasiaten die nächsten acht Jahre nicht an Weltmeisterschaften teilnahmen, kam er erst bei der Weltmeisterschaft 2002 in der Qualifikation für die Division II wieder zu internationalen Einsätzen und schaffte mit seiner Mannschaft dort ungeschlagen den Aufstieg in die Division II zur kommenden Weltmeisterschaft. Dort spielte er dann bei den Weltmeisterschaften 2003, 2004, 2005, 2006 und 2009. Nach dem Abstieg 2009 gehörte er 2010 in der Division III erneut zum Kader. Er wurde jedoch nicht eingesetzt und fungierte, wie schon zwei Jahre zuvor, als Assistenztrainer der Nordkoreaner.
Auf Vereinsebene spielt Yun für Pyongchol in der nordkoreanischen Eishockeyliga. Mit der Mannschaft wurde er 2003, 2004, 2006, 2007 und 2010 nordkoreanischer Landesmeister.

## Erfolge und Auszeichnungen
- 2003 Nordkoreanischer Meister mit Pyongchol
- 2004 Nordkoreanischer Meister mit Pyongchol
- 2006 Nordkoreanischer Meister mit Pyongchol
- 2007 Nordkoreanischer Meister mit Pyongchol
- 2008 Aufstieg in die Division II bei der Weltmeisterschaft der Division III (als Co-Trainer)
- 2010 Nordkoreanischer Meister mit Pyongchol
- 2010 Aufstieg in die Division II bei der Weltmeisterschaft der Division III, Gruppe B (als Co-Trainer)